# لويس أوبراين (لاعب كرة قدم)
لويس أوبراين (بالإنجليزية: Lewis O'Brien)‏ هو لاعب كرة قدم بريطاني في مركز الوسط، ولد في 14 أكتوبر 1998 في كولشيستر في المملكة المتحدة. لعب مع هدرسفيلد تاون.

## وصلات خارجية
- لويس أوبراين (لاعب كرة قدم) على موقع الدوري الأمريكي (الإنجليزية)
- لويس أوبراين (لاعب كرة قدم) على موقع قاعدة بيانات كرة القدم.إي يو (الإنجليزية)
- لويس أوبراين (لاعب كرة قدم) على موقع Soccerbase.com (لاعب) (الإنجليزية)
- لويس أوبراين (لاعب كرة قدم) على موقع Soccerway.com (الإنجليزية)
- لويس أوبراين (لاعب كرة قدم) على موقع عالم كرة القدم.نت (الإنجليزية)